# Золотухін Дмитро Львович
Дмитро Львович Золотухін (нар. 7 серпня 1958, Москва, Російська РФСР, СРСР) — радянський і російський актор театру і кіно, кінорежисер, сценарист і продюсер. Заслужений артист Російської Федерації (2000). Лауреат Державної премії РРФСР імені братів Васильєвих (1985). Син актора Лева Золотухіна.

## Біографія
Народився в сім'ї актора Лева Золотухіна.
У 1979 році закінчив Школу-студію МХАТ (курс Віктора Монюкова).
У 1979- 1982 роках — актор МХАТ ім. М. Горького .
Роботу в кіно почав у 1980 році виконанням ролі молодого Петра I в дилогії Сергія Герасимова «Юність Петра» і «На початку славних справ», за що за опитуванням читачів журналу " Радянський екран " був визнаний кращим актором 1981 року . Після успіху цих стрічок створив той же образ в телевізійному серіалі режисера Іллі Гуріна «Росія молода» .
У 1982 році зіграв головну роль у фільмі «Василь Буслаєв».
У 1987 році закінчив режисерський факультет ВДІКу (майстерня Сергія Герасимова і Тамари Макарової) і дебютував як режисер, знявши кримінально-психологічну драму «Християни» за оповіданням Леоніда Андрєєва.
У 1994 році за власним сценарієм поставив фільм «Зона Любе», виступивши також продюсером картини. Фільм був номінований на премію кінофестивалю «Кінотавр» в категорії «Найкращий повнометражний фільм», отримав приз другого міжнародного кінофоруму молодих кінематографістів в Суздалі «За нові знахідки в галузі кіно», а також був показаний на кінофестивалі «Кримська кінорів'єра 1996»
В даний час Дмитро працює в сфері цифрового телебачення, продюсує програми для мобільного та IPTV.

## Фільмографія

### Акторські роботи
- 1980 — Юність Петра — Петро I
- 1980 — На початку славних справ — Петро I
- 1981 — Росія молода — Петро I
- 1982 — Василь Буслаєв — Василь Буслаєв
- 1983 — Комета — Микола Богданов
- 1984 — Приходь вільним — Асланбек Шерипов
- 1985 — Знай наших! — Іван Піддубний
- 1986 — Лермонтов — Дмитро Олексійович Столипін
- 1986 — Юність Бембі — Зубр
- 1987 — Очі чорні — Костянтин Степанович, ветеринар
- 1987 — Сильніше за всіх інших велінь — Юрій Миколайович Голіцин
- 2016 — Екіпаж — Петрицький, нахабний VIP-пасажир, співвласник авіакомпанії
- 2018 — Незламний — Соболь

### Режисерські роботи і сценарії
- 1987 — Християни — режисер
- 1994 — Зона Любе — сценарист і режисер

## Нагороди та звання
- Державна премія РРФСР імені братів Васильєвих (1985) — за виконання ролі Петра I в телесеріалі «Росія молода» (1981, 1982)
- Приз другого міжнародного кінофоруму молодих кінематографістів в Суздалі (1995) — за нові знахідки в галузі кіно[8]
- Номінація на премію кінофестивалю «Кінотавр» (1995) в категорії «Найкращий повнометражний фільм» — за фільм «Зона Любе»
- Заслужений артист Російської Федерації (2000)[3]